# کیم بیونگ-جو
کیم بیونگ-جو (انگلیسی: Kim Byung-joo؛ زادهٔ ۱۴ ژانویهٔ ۱۹۶۸) جودوکار اهل کره جنوبی بود.